# زهر (فیلم هندی ۲۰۰۵)
زهر (به هندی: Zeher) فیلمی محصول سال ۲۰۰۵ و به کارگردانی موهیت سوری است. در این فیلم بازیگرانی همچون شامیتا شتی، عمران هاشمی، اودیتا گوسوامی، سمیر کوچهار ایفای نقش کرده‌اند.